# Sektion Rosenheim des Deutschen Alpenvereins
Die Sektion Rosenheim des Deutschen Alpenvereins DAV e. V. (kurz DAV Rosenheim) ist eine Sektion des Deutschen Alpenvereins in Rosenheim. Sie wurde am 23. September 1877 als „Section Rosenheim“ gegründet und trat am 1. Januar 1878 dem DuOeAV als einundsechzigste Sektion bei. Der DAV Rosenheim ist somit eine der älteren und mit 13.122 Mitgliedern (Stand: 31. Dezember 2024) eine der größten Sektionen des Deutschen Alpenvereins auf Platz 20 und damit auch einer der größten Sportvereine Deutschlands.

## Geschichte
Am 23. September 1877 erfolgte ein Aufruf in verschiedenen Lokalzeitungen zu einer Gründungsversammlung, um eine Sektion in Rosenheim zu gründen. Es erschienen 25 Mitglieder, die gleich einen provisorischen Ausschuss bildeten. Die Sektion Rosenheim war aus der Taufe gehoben. In der 1. Jahresversammlung am 19. Oktober 1877 wurde die Satzung angenommen und am 1. Januar 1878 trat die junge Gemeinschaft, schon auf 56 Mitglieder angewachsen, als 61. Sektion dem Deutschen und Österreichischen Alpenverein bei.
Die Mitgliederzahl wuchs von Jahr zu Jahr. Die Mitglieder gehörten ausschließlich zum Bürgertum an, keine Arbeiter und Angestellten. Die Kunst jedoch war mit einem klangvollen Namen vertreten: Wilhelm Leibl, Kunstmaler, Aibling, so steht es schlicht und einfach in der Mitgliederliste von 1886. Bereits 1879 gründete die Sektion eine Bibliothek. Sie bildete den Stolz des Vereins, war sie doch damals die einzige Informationsquelle über die Alpen. Das Arbeitsgebiet der Sektion lag in den heimatlichen Bergen und reichte vom Aschauer Tal bis Bayrischzell, vom Samerberg bis zur Tiroler Landesgrenze mit dem Wendelstein als Mittelpunkt. Dieser Berg war damals schon gut besucht, den Gipfel mussten sich allerdings unerfahrene Touristen versagen, da nur ein schmaler Jägersteig hinaufführte. Die Sektion erschloss 1882 den weglosen Gipfel durch den sogenannten Panoramaweg, der von der Reindleralpe ausgehend um die Westseite der Bergspitze verläuft und heute noch existiert. Die 13. Generalversammlung des Deutschen und Österreichischen Alpenvereins vom 27. bis 31. August 1886 fand in Rosenheim statt.
Der damalige Vorstand konnte die Mitglieder in einer Versammlung 1893 vom Bau eines eigenen Bergsteigerheimes überzeugen. Die Sektion einigte sich auf den Standpunkt Brünnstein. Schon am 18. Oktober 1893 wurde der Bauplan eingereicht, Richtfest war im darauffolgenden Jahr im Juni, und die Eröffnungsfeier des Brünnsteinhauses fand am 12. August 1894 statt. Ein neuer Gipfelweg am Brünnstein wurde am 15. August 1898 auf den Namen Dr.-Julius-Mayr-Weg eingeweiht, als besondere Ehrung für den 1. Vorstand.
Anfang 1903 wurde dem Vorstand die Seitenalm auf der Hochries nebst drei Almhütten zum günstigen Preis angeboten. Andere Interessenten booteten die Sektion aus und es konnte nur die mittlere Alm erworben werden. Nach dem Umbau der Alm am 25. Mai 1904 zu einer einfachen Touristenunterkunft mit 8 Betten, Zugang nur für Mitglieder, stieg die Einweihungsfeier und die Hütte bekam den Namen Rosenheimer Hütte. Gleich im selben Jahr fegte ein Föhnsturm das Dach den Nordhang hinunter. Ungeschützt dem Winter preisgegeben, glich sie im Frühjahr einer Ruine. Der Hauptverein hatte ein Einsehen und mit seiner Unterstützung ging die Sektion unverzüglich an den Wiederaufbau. Im Jahr 1906 konnte die zweite Alm auf der Seitenalpe erworben werden und 1912 der dritte und letzte Teil.
Durch das Aufkommen des Schilaufs auf dem Hochries entstanden neue Aufgaben für die Sektion. Der erste Schikurs der Sektion wurde 1911 in St. Margarethen durchgeführt. Viele wagten sich nach Beherrschung des Stemmbogens an das Hochries, allerdings fehlte auf demselben eine Hütte. Mit der Schneeschuhriege des TSV 1860 Rosenheim und der Sektion Rosenheim zusammen, wurde die Hütte in Angriff genommen. Am 26. Oktober 1913 konnte Richtfest gefeiert werden. Die Hochrieshütte wurde am 4. Januar 1914 eingeweiht und zum Besuch freigegeben, sie war die erste Schihütte im ganzen Gebiet des Deutschen und Österreichischen Alpenvereins. Einige Monate nach diesen Ereignissen brach der Erste Weltkrieg aus. Die 50. Generalversammlung des DuOeAV fand vom 18. bis 20. Juli 1924 in Rosenheim statt.
Nach dem Zweiten Weltkrieg wurde mit Wirkung vom 1. Januar 1946 der Deutsche Alpenverein mit seinen angegliederten Sektionen verboten. Am 4. April 1946 versammeln sich eine Anzahl Getreuer, um den Alpenverein Rosenheim, eine reine örtliche Vereinigung, zu gründen. Erst am 28. November 1947 wurde von der Militärregierung die Lizenz erteilt. Der Hauptverein, nunmehr vom Österreichischen Alpenverein abgetrennt, wurde erst am 21./22. Oktober 1950 durch die „12 Apostel“ in Würzburg unter dem Namen „Deutscher Alpenverein“ (DAV) wiedergegründet.
Nach Kriegsende wurde die noch vor dem Krieg in Auftrag gegebene Materialseilbahn, mit 2300 m Länge zur Hochrieshütte, fertig gestellt. Auf der Jahreshauptversammlung 1956 wurde ein Neubau der Hochrieshütte genehmigt, er sollte nun unterkellert und aus Natursteinen als Massivbau erstellt werden. Die alte Hütte wurde 1980 abgerissen, dort entstand ein Anbau für die neue Hütte, in dem eine weitere Gaststube und ein Wohnraum für die Wirtsleute untergebracht sind.

## Sektionsvorsitzende
Eine chronologische Übersicht über alle Präsidenten der Sektion seit Gründung.
| Amtszeit  | Vorsitzender          |
| --------- | --------------------- |
| 1877–1887 | Anton Ludwig Christl  |
| 1887–1897 | Julius Friedrich Mayr |
| 1897–1900 | Ludwig Steiner        |
| 1900–1905 | Georg Finsterwalder   |
| 1905–1907 | Siegmund Reinsch      |
| 1907–1912 | Julius Friedrich Mayr |
| 1912–1931 | Josef Scheuer         |

| Amtszeit  | Vorsitzender       |
| --------- | ------------------ |
| 1931–1945 | Hans Gallwitzer    |
| 1945–1950 | Hubert Weinberger  |
| 1950–1955 | Wilhelm Scheuer    |
| 1955–1959 | Hans Lobenhoffer   |
| 1959–1970 | Manfred Rummel     |
| 1970–1973 | Thomas Trübswetter |
| 1973–1978 | Günter Bauer       |

| Amtszeit  | Vorsitzender     |
| --------- | ---------------- |
| 1979–1987 | Ludwig Hieber    |
| 1988–2021 | Franz Knarr sen. |
| seit 2021 | Josef Müller     |

## Bekannte Mitglieder
- 1844–1900 – Wilhelm Leibl, Maler
- 1855–1935 – Julius Friedrich Mayr, Arzt, Alpenvereinsfunktionär und Schriftsteller
- 1862–1951 – Sebastian Finsterwalder, Mathematiker und Geodät
- 1869–1949 – Sepp Heliel, Alpinist
- 1905–1978 – Franz Xaver Kummer, Alpinist und Schreier
- 1907–1990 – Georg Mitterer, Alpinist
- 1908–1993 – Christian Schneider
- 1916–2014 – Hans Lobenhoffer, Alpinist, Maschinen- und Holzbauingenieur
- 1927–2012 – Werner Karl, Alpinist und Lehrer
- 1933–1962 – Sigi Löw, Alpinist
- 1936–1969 – Jörg Lehne, Alpinist am Grandes Jorasses tödlich verunglückt
- 1936–2023 – Georg Haider, Alpinist und Lehrer

## Ehrenmitglieder
- 1983 – Heinz Heidenreich
- 1994 – Ludwig Hieber (l. Vorstand von 1979 bis 1987)
- 1999 – Hans Pertl
- 2000 – Franz Karlberger
- 2001 – Dieter Vögele
- 2004 – Wener Karl
- 2004 – Georg Haider
- 2004 – Manfred Oehmichen

## Ereignisse
- 1962 – Rosenheimer Hindukusch Kundfahrt
- 1972 – Rosenheimer Hindukusch Kundfahrt
- 1977 – DAV-Hauptversammlung
- 1999 – Spitzbergen-Expedition

## Einrichtungen der Sektion

### Hütten
- Brünnsteinhaus, 1342 m (Bayerische Voralpen)
- Hochrieshütte, auch „Hochrieshaus“, 1569 m (Chiemgauer Alpen)

### Ehemalige Hütte
- Rosenheimer Hütte[9]

### Wegebau
- Die Sektion Rosenheim ist zuständig für die Wege im Gebiet Hochries und Brünnstein.[10]

### Kletteranlage
- Christian-Schneider-Kletterhalle[11]